# Sokoliki (wieś)

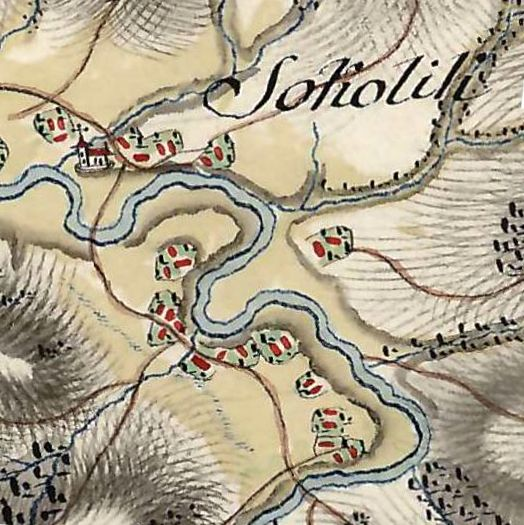
Sokoliki na mapie z 1787

Sokoliki (od 31 maja 1930 Sokoliki Górskie) – nieistniejąca po polskiej stronie granicy z Ukrainą wieś w Polsce położona w województwie podkarpackim, w powiecie bieszczadzkim, w gminie Lutowiska, po obu stronach rzeki San na obszarze Bieszczadzkiego Parku Narodowego. Mimo to miejscowość figuruje jako wieś w rejestrze TERYT. Podlega sołectwu Stuposiany.
Po ukraińskiej stronie Sanu pozostała osada ze stacją kolejową Sokoliki (linia kolejowa Lwów – Użhorod) i kilkoma domami administracyjnie należącymi do wsi Tureczki Niżne.
Do 1934 roku odrębna gmina jednostkowa, a w latach 1934–1945 gromada w zbiorowej gminie Tarnawa Niżna, należącej do powiatu turczańskiego w woj. lwowskim (do 1931 woj. stanisławowskie). W latach 1945–51 w obrębie powiatu leskiego w woj. rzeszowskim, w 1952–72 powiatu ustrzyckiego, a w 1972–75 powiatu bieszczadzkiego w tymże województwie (1952–54 i od 1973 w gminie Lutowiska (Szewczenko)).

## Historia
Wieś była lokowana w dwóch etapach około roku 1556, co potwierdza dokument o podziale majątku po Barbarze Herburt, córce Jana Herbuta 
właściciela ziem leskich, żonie Piotra Kmity (1477–1553), marszałka wielkiego koronnego, wojewody krakowskiego. Zapisano wtedy, że część wsi jest zwolniona z podatków.
Właścicielami wsi Sokoliki była patriotyczna rodzina Dybowskich. W 1848 roku dwór był punktem przerzutowym ochotników, którzy wędrowali z Galicji na Węgry do powstania.
W 1863 r. podczas powstania styczniowego córki Dybowskiego – Olimpia i Wanda – prowadziły działalność patriotyczną nie tylko w Sokolikach, ale także we Lwowie, kwestując na potrzeby powstania, organizując pomoc dla rannych powstańców i szerząc oświatę. Wanda Dybowska (1842–1915), w której za czasów gimnazjalnych zakochany był poeta i powstaniec styczniowy Mieczysław Romanowski (1833–1863), wyszła za mąż za Franciszka Longchamps de Bérier (1840–1914), również powstańca (adiutanta generała Walerego Wróblewskiego) i znanego polskiego przemysłowca (syna Bogusława Longchamps de Bérier (1808–1888), lekarza, powstańca z 1831 roku), który osiadł w Sokolikach w majątku żony w 1864 r. Potem majątek dziedziczyli jego synowie i wnukowie. Groby tej rodziny znajdują się na Cmentarzu Łyczakowskim we Lwowie w kwaterze powstańców listopadowych, zwanej kwaterą „Żelaznej Kompanii”.
Pod koniec XIX wieku w Sokolikach prowadził badania etnograficzne Izydor Kopernicki. Powstała sieć kolejek wąskotorowych w dolinie Górnego Sanu, a także w dolinie potoku Wołosaty i Terebowiec. Od roku 1905 przez miejscowość prowadzi linia kolejowa łączącą Użhorod z Samborem, znajduje się tu stacja kolejowa Sokoliki.
W 1921 wieś liczyła jeszcze 1421 mieszkańców (w tym 65% grekokatolików). W latach 30. XX wieku stała się modnym letniskiem. Korzystne położenie komunikacyjne (linia kolejowa Lwów – Użhorod przez Przełęcz Użocką) umożliwiło rozwój lokalnego przemysłu drzewnego. Budowa kolei normalnotorowych i wąskotorowych, spowodowała rozkwit miejscowości. Sokoliki stały się centrum przemysłu drzewnego. Przeładowywano w nich drewno na normalną kolej i wysyłano na Węgry i dalej. Sokoliki Górskie stały się punktem końcowym bieszczadzkich kolejek leśnych z dolin Wołosatego i Terebowca.
Do roku 1939 we wsi znajdował się dwór, którego właścicielem był Henryk Rubinstein. II wojna światowa (a szczególnie jej koniec) doprowadziła do całkowitej zagłady miejscowości i wysiedleń mieszkańców po obu stronach Sanu.
W styczniu 1944 nacjonaliści ukraińscy z OUN-UPA zamordowali tutaj 30 Polaków.
Po II wojnie światowej – w 1945 roku i w czerwcu 1946 roku – ukraińskich mieszkańców wywieziono do ZSRR. Dzisiejsze Sokoliki to tylko popadająca w ruinę, opuszczona cerkiew pw. św. Wielkiego Męczennika Dymitra, służąca przez wiele lat pogranicznikom ZSRR za stajnię i magazyn. W odległości ok. 2 km od centrum dawnej wsi znajdują się zabudowania stacji kolejowej i kilka domów.

## Demografia
W 1767 Sokoliki zamieszkiwało 225 osób w tym 204 wyznania greckokatolickiego, 6 wyznania rzymskokatolickiego oraz 15 wyznania mojżeszowego.
- W 1921 Sokoliki Górskie zamieszkiwało 1417 osób w 248 domach mieszkalnych: 
  - 926 wyznania greckokatolickiego
  - 244 wyznania mojżeszowego
  - 247 wyznania rzymskokatolickiego